# Escultura del neoclassicisme

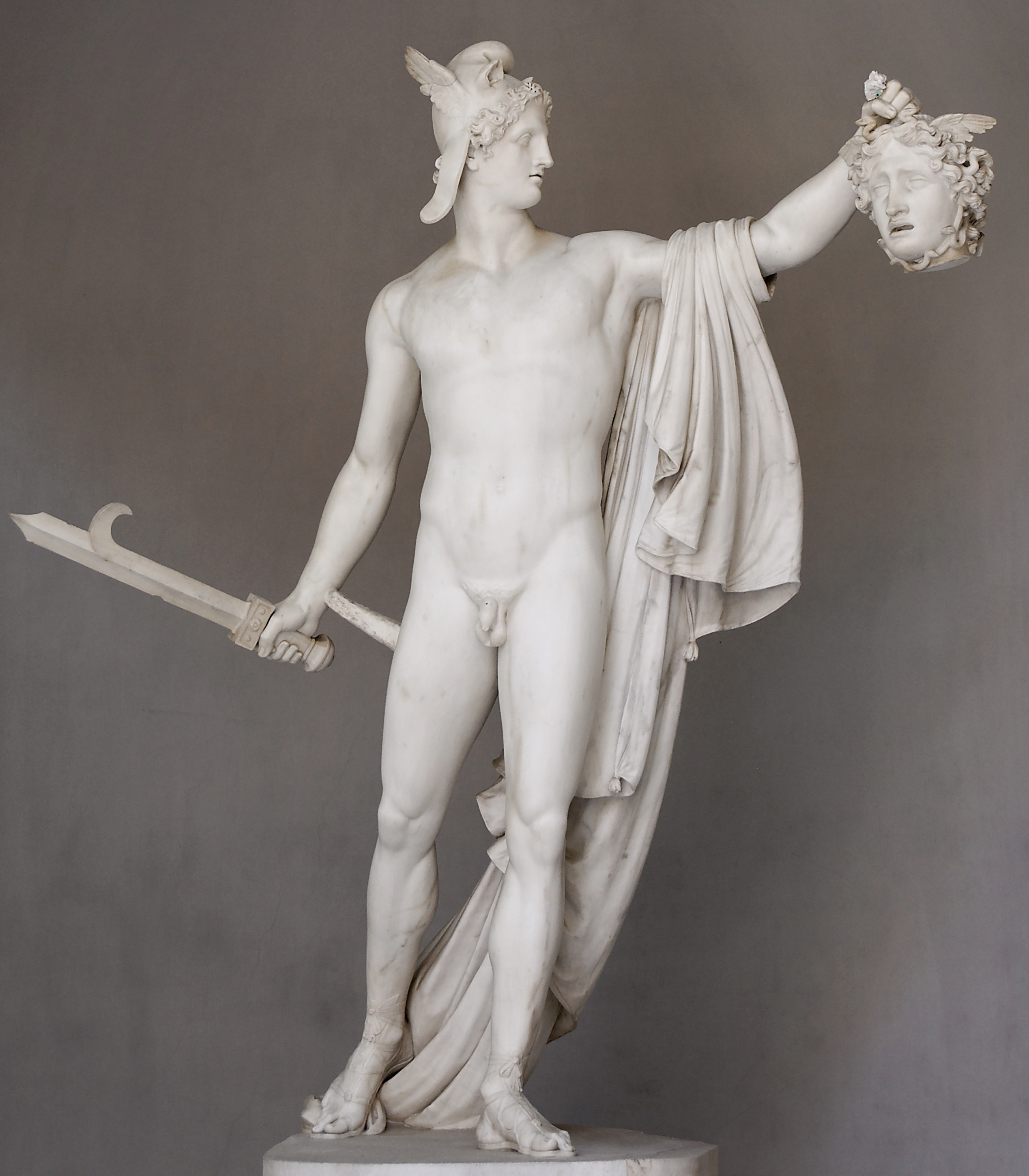
Antoni Canova: Perseu amb el cap de Medusa, c. 1800, Museus Vaticans.

L'Escultura del neoclassicisme s'inclou dins d'un corrent de la filosofia i estètica d'una influent difusió que es va desenvolupar entre mitjan segle xviii i del segle xix a Europa i l'Amèrica. Com a reacció contra la frivolitat del decorativisme del rococó, va sorgir l'escultura neoclàssica inspirada en l'antiga tradició grecoromana, adoptant principis d'ordre, claredat, austeritat, equilibri i propòsit, amb un fons de moralització.

## Context històric
Aquest canvi va estar recolzat en dues parts principals: en primer lloc els ideals de la il·lustració, que sorgien del racionalisme, combatent les supersticions i dogmes religiosos, i emfasitzaven el desenvolupament personal i el progrés social amb una forta ètica, i en segon lloc, un interès científic creixent en l'antiguitat clàssica que va sorgir entre la comunitat acadèmica en tot el segle xviii, estimulant les excavacions arqueològiques, la formació d'importants col·leccions públiques i privades i la publicació d'estudis erudits sobre l'art i la cultura antiga. L'edició de diversos relats detallats i il·lustrats de les expedicions realitzades per Robert Williams Wood, John Bouverie, James Stuart, Robert Adam, Giovanni Battista Borra i James Dawkins, i de forma especial el tractat de Bernard de Montfaucon L'Antiquité expliquee et representee en figures (7 volums, París, 1719-1724), profusament il·lustrat i amb textos paral·lels en llengües modernes i no solament en llatí, com era costum acadèmic, i el del comte de Caylus, Recueil d'Antiquité (7 volums, París, 1752-1767), el primer d'intentar agrupar les obres segons criteris d'estil, i abordant també les antiguitats cèltiques, egípcies i etrusques. Tot això va contribuir a l'educació pública i l'ampliació de la seva visió del passat, estimulant una nova passió per tot el que fos antic.
S'afegeix a això la descoberta d'Herculano i Pompeia, una gran sorpresa entre els coneixedors i el públic, i encara que les excavacions que van començar a fer-se en les ruïnes el 1738 i 1748 no s'havien trobat obres mestres d'art, sí van posar de manifest una sèrie d'artefactes i restes que revelaven aspectes desconeguts de la vida quotidiana fins avui. I l'arribada dels marbres Elgin a Londres el 1806 va ser un altre moment important per a la intel·lectualitat europea, malgrat les fortes crítiques sobre la seva remoció arbitrària i les pràctiques abusives en el Partenó i del poc interès mostrat pels mateixos artistes en els primers moments.

Encara que l'art clàssic ja era molt apreciat des del renaixement, era de forma circumstancial i empírica, però ara aquesta admiració estava construïda sobre base més científica, sistemàtica i racional. Amb aquestes troballes i estudis va començar a poder formar per primera vegada una cronologia de la cultura i l'art dels grecs i romans, distingint el que era propi d'uns o d'altres, i donar a llum un interès per la tradició purament grega que n'hi havia, en aquest moment, pel patrimoni romà, sobretot perquè en aquest moment Grècia era sota el domini turc i, per tant, en la pràctica, era inaccessible per als estudiosos i turistes de l'occident cristià. Els escrits de Johann Joachim Winckelmann, van elogiar l'escultura grega, veient-la com una «noble simplicitat i tranquil·la grandesa», va fer una crida a tots els artistes perquè la imitessin, restaurant un art idealista que va ser espoliat de tota transició, acostant-se al caràcter de l'arquetip. Un erudit de gran influència, especialment entre els intel·lectuals italians i alemanys, com Goethe en la seva crítica que recorda per què Winckelmann va ser l'historiador més influent en la seva època, també relata sobre seu:
| « | Hom s'adona que Winckelmann sent realment el que fa, i n'hi ha alguna cosa gran sobre això. És com Colom, que va tenir en la seva ment la noció del Nou Món abans de descobrir-ho. Llegint-ho, un no aprèn res, però es converteix en algú. | » |

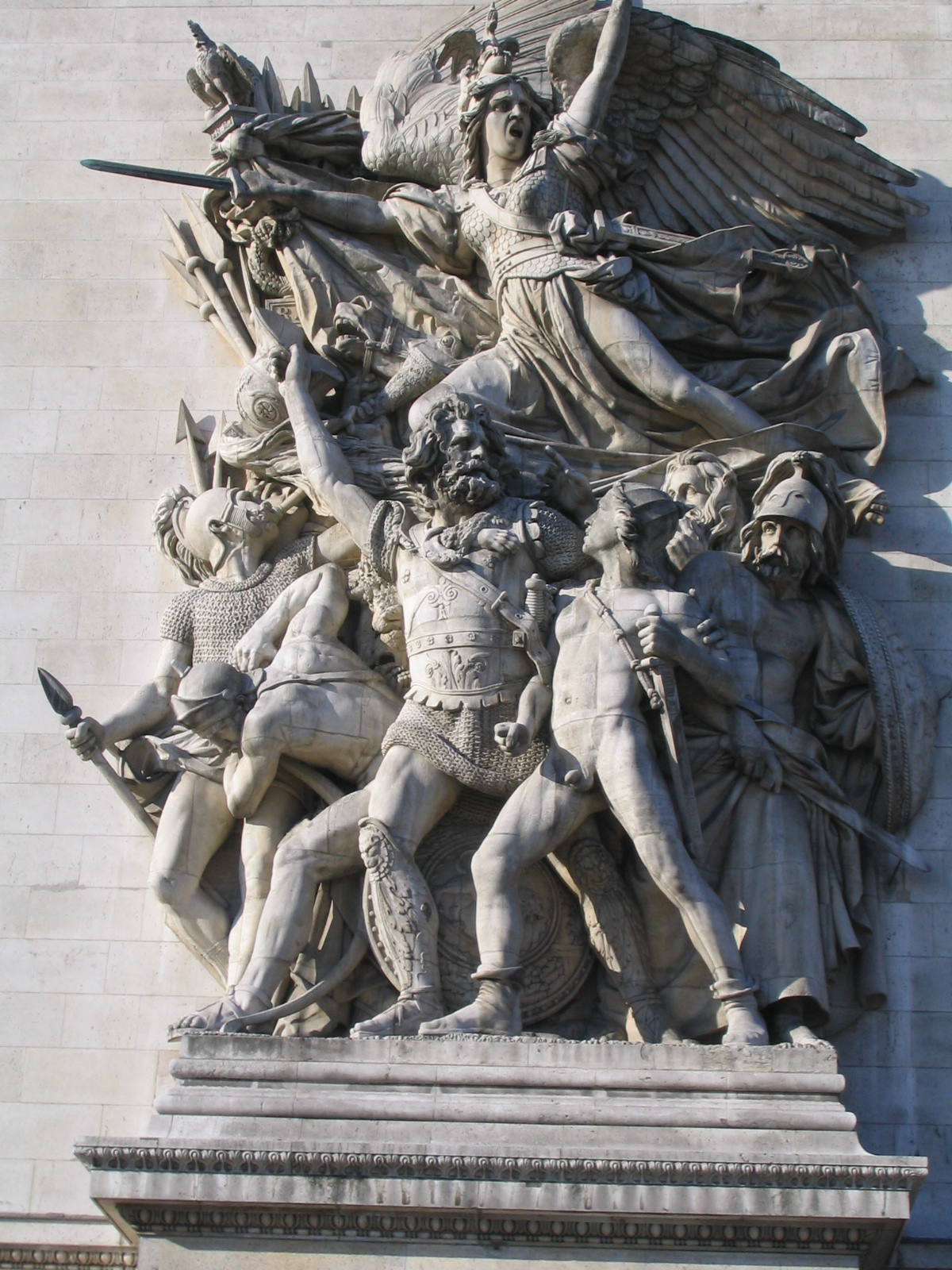
François Rude: La Marsellesa, 1833. Arc de Triomf de l'Étoile, París.

El seu atractiu no es va perdre, i la història, la literatura i la mitologia antiga es va convertir en la font principal d'inspiració per als artistes, al mateix temps que es van avaluar novament d'altres cultures i estils com el art gòtic i les antigues tradicions populars del nord d'Europa, causant que els principis neoclàssics coexistissin amb els de romanticisme més tard.
El moviment també va tenir connotacions polítiques, ja que la font d'inspiració neoclàssica va ser la cultura grega i la seva democràcia, i la romana amb la seva república, amb els valors associats d'honor, deure, heroisme i el patriotisme. Com a conseqüència, l'estil neoclàssic va ser adoptat pel govern revolucionari francès, assumint els noms successius d'estil directori, estil convenció i més tard, sota Napoleó, estil imperi, que van influir també a Rússia. Als Estats Units, en el tumultuós procés d'aconseguir la seva pròpia independència i inspirats pel model de la Roma republicana, el neoclassicisme es va convertir en un model i va ser conegut com l'estil federal. El neoclassicisme es va adoptar també, sens dubte, en les acadèmies oficials de formació d'artistes, consolidant el sistema d'ensenyament, l'academicisme, un conjunt de normes educatives i de tècniques que es va basar en els valors ètics i estètics de l'antiguitat clàssica i que aviat es va convertir en la denominació per a l'estil de la seva producció.

## Característiques generals

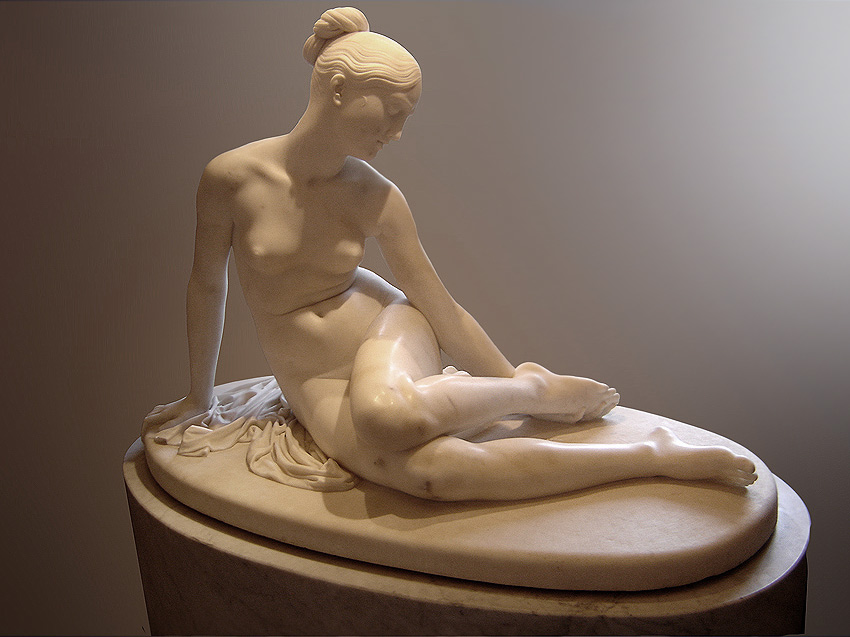
Lorenzo Bartolini: Nimfa atacada per un escorpí, c. 1845. Louvre.

En el camp de l'escultura l'impacte de la novetat dels nous coneixements va ser més petit que en altres arts com la pintura i l'arquitectura, perquè els escultors ja estaven bevent en les fonts clàssiques des del segle xv, encara que els seus millors resultats e] la reinterpretació dels grecoromà ja no mostraven la mateixa alta qualitat. La mala interpretació de l'estètica defensada per Wickelmann va conduir, tanmateix, els artistes de més petita categoria a la producció de moltes obres amb el caràcter de la còpia servil dels models antics, perdent en vigor el que va ajudar a atreure a la crítica sobre aquest canvi.
Les obres van mostrar en general un alt nivell d'equilibri formal, amb una expressió cautelosa i estranys moments de dramatisme. Antonio Canova va ser més reeixit en l'exploració d'una àmplia gamma de sentiments i formes dinàmiques, des de la suau ingenuïtat juvenil en peces com Les tres Gràcies, a la violència desenfrenada del Hèrcules i Licas i en Teseu sobre el Minotaure, i en la recerca d'altres signes de l'emoció com el penediment o pesar, visible en la patètica Magdalena penitent.
Els materials preferits van ser el bronze i el marbre blanc, igual que en la tradició antiga, però a diferència de temporades anteriors, al neoclassicisme l'artista creador va passar a emprar a més ajudants que realitzaven la major part dels treballs tècnics com passar a la pedra o realitzar la fundició a partir del model d'argila o guix que havia estat creat per l'escultor, deixant que el mestre assumís la fase final de l'escultura del polit i definició de detalls, ja que aquesta fase és sens dubte crucial per a l'obtenció de l'efecte final de l'obra i requereix l'experiència de la mà mestra.

## Centres de distribució i representants clau

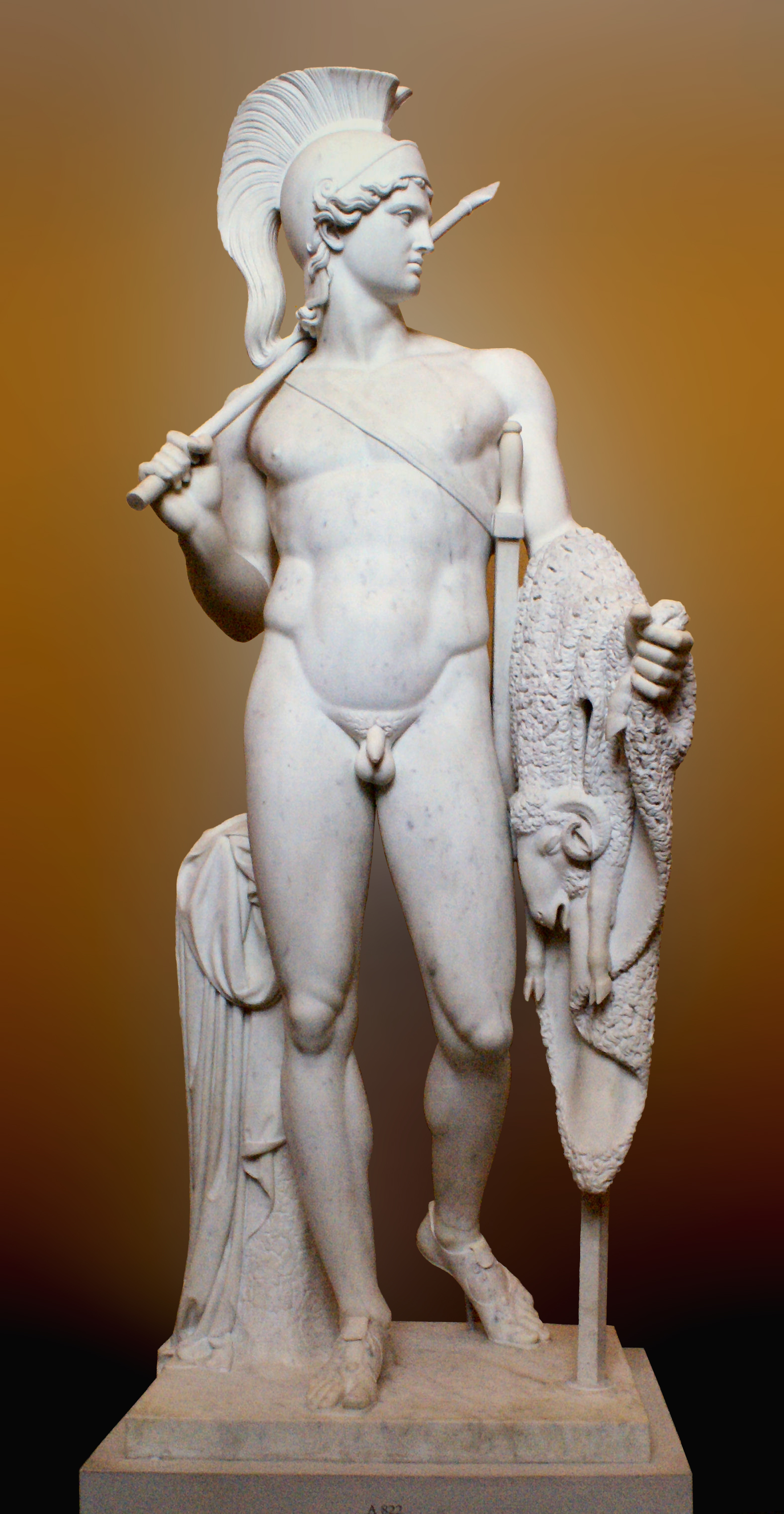
Bertel Thorvaldsen: Jàson i el velló d'or, 1803. Thorvaldsens Museum.

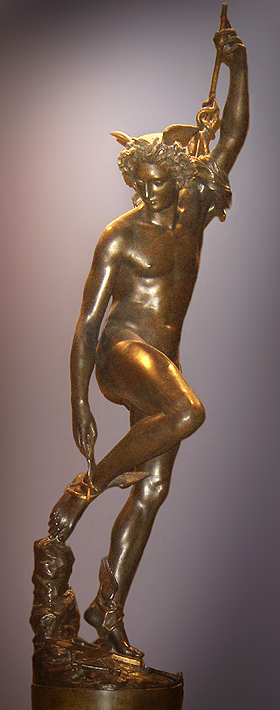
François Rude:Mercuri lligant-se les sandàlies, 1834. Museu del Louvre.

### Itàlia
Segons Winckelmann, Roma, va ser el centre d'un cercle d'artistes que van induir a produir l'estil neoclàssic. Entre ells es trobava Johan Tobias Sergel, un suec que després va portar la novetat fins al nord d'Europa, i els britànics Thomas Banks i Joseph Nollekens, van fer el mateix en Anglaterra. Vivint entre París, Carrara i Florència, Lorenzo Bartolini va ser una figura important i protegit per Napoleó, però qui va dominar l'escena va ser Antonio Canova. Va començar la seva carrera amb influx del rococó, però va ser dirigit cap al neoclassicisme per Gavin Hamilton i Antoine Chrysostome Quatremère de Quincy, i va acabar per ésser conegut i sol·licitat internacionalment des de Roma, el centre d'interès per a tots els estudiants d'aquest art en el seu temps. Va ser el mirall més perfecte dels ideals defensats per Winckelmann. El seu tractament del marbre d'extraordinari refinament, la seva puresa de línies, la claredat de referències antigues, el seu sincer respecte als grans escultors del passat, la força de les seves composicions, que al mateix temps mostraven una poesia delicada i abstracta al costat del seu bon caràcter i integritat personal, el van convertir en un model per a tots, i va ser mestre directament de Antonio de Este, Richard Westmacott i John Gibson. Altres italians son: Giuseppe Angelini, Camilo Pacetti, Gaetano Monti, Benedetto Cacciatori, Carlo Albacini, Demócrito Gandolfi, Pompeo Marchesi, Gennaro Cali i Carlo Finelli.

### Dinamarca
Les idees de Winckelmann també van arribar a Dinamarca i va influir en l'escultor Johannes Wiedewelt i el pintor Nikolai Abraham Abildgaard, a qui Bertel Thorvaldsen deu la major part de la seva educació i l'oportunitat de diversos encàrrecs, entre ells un que li va valer una medalla d'or en la Reial Acadèmia de Belles Arts de Copenhaguen i amb ella un viatge a Roma. Allà va realitzar el seu Jàson i el velló d'or, que va ser molt admirat per Canova. Després d'aquesta obra va arribar a ésser sol·licitat per clients de diversos països, es va convertir en director de l'Acadèmia danesa, va viatjar per feina al llarg de gran part d'Europa i va succeir al mateix Canova en prestigi internacional.

### França
A França el suport pels ideals neoclàssics va partir directament dels cercles oficials relacionats amb l'Acadèmia de Belles Arts i el propi rei, es va establir per l'admiració de la cultura antiga que existia des del renaixement, i que s'havia mantingut també durant el barroc. Lenormant de Tournehem, superintendent dels «Edificis del Rei», tenia poder sobre l'Acadèmia i aconsellat pel comte de Caylus es va retirar a mitjan segle xviii, indicant als artistes que s'alineessin al classicisme. El seu successor, el marquès de Marigny, va establir la pràctica de prestigiar els temes històrics per encimbellar del retrat. i el director següent, el comte d'Angivillier, va augmentar la dotació per a la compra d'obres històriques, que mostressin temes de la tradició antiga.
D'altra banda, els pensadors independents com Diderot van defensar el principi que l'art havia de «fer atractiva la virtut i el vici odiós». En estreta relació amb els revolucionaris, el pintor Jacques-Louis David va ser nomenat director de l'Acadèmia i el principal organitzador de festivals cívics que s'havien convertit molt populars durant la Revolució francesa, i que clarament s'inspiraven en fonts paganes antigues, amb processons i ritus l'efecte dels quals sobre les masses sé incremento amb l'ajut d'una profusió de pintures i escultures simbòliques. Amb l'ascens de Napoleó al poder imperial, i la Restauració Borbònica, les relacions entre el neoclassicisme i els poder constituït, es van tornar tenses i l'estil es va distorsionar i va assumir una funció de propaganda i en molts aspectes retrògrada, aconseguint la seva debilitació i dissolució en el romanticisme. En el seu període de més gran vigor, va tenir com a representants més distingits a Jean-Antoine Houdon, François Rude, Jean-Baptiste Pigalle i Augustin Pajou, entre ells el precursor Edmé Bouchardon, que fins i tot pertanyent a l'estil rococó es va unir als principis neoclàssics.
Altres noms que mereixen ser nomenats són els de: Joseph Chinard, Philippe-Laurent Roland, Robert Michel, Pierre Jean David, Jean-Baptiste Pigalle, George Rennie, Pierre-Nicolas Beauvallet, Louis Petitot, Claude Ramey, Jean-Jacques Pradier, François Jouffroy, Antoine-Louis Barye, Louis-Pierre Deseine, François-Joseph Bosio, Jean-Jacques Caffieri, Félix Lecomte i Jean-Louis Jaley.

### Estats Units
El neoclassicisme als Estats Units es va desenvolupar més tardanament que a Europa. El país va obtenir la seva independència el 1776, i fins aleshores no hi havia una tradició artística sòlidament establerta, però el pensament de la il·lustració europea era conegut entre els cercles intel·lectuals i la imatge de l'antiga Roma republicana va ser la inspiradora per a la nova nació. Un dels primers introductors de l'escultura neoclàssica al Nou Món va ser el francès Houdon, que per invitació de Alte Nationalgalerie va creuar l'Atlàntic el 1785 per realitzar una estàtua de George Washington, de la que posteriorment es van treure diverses còpies. Encara que s'indica la presència del precursor William Rush a començaments del segle xix, el context nacional encara no tenia un sistema de l'art capaç de suportar la producció d'obres importants que es requeria una gran infraestructura tècnica, i fins i tot els monuments públics eren encarregats, la major part, a estrangers.

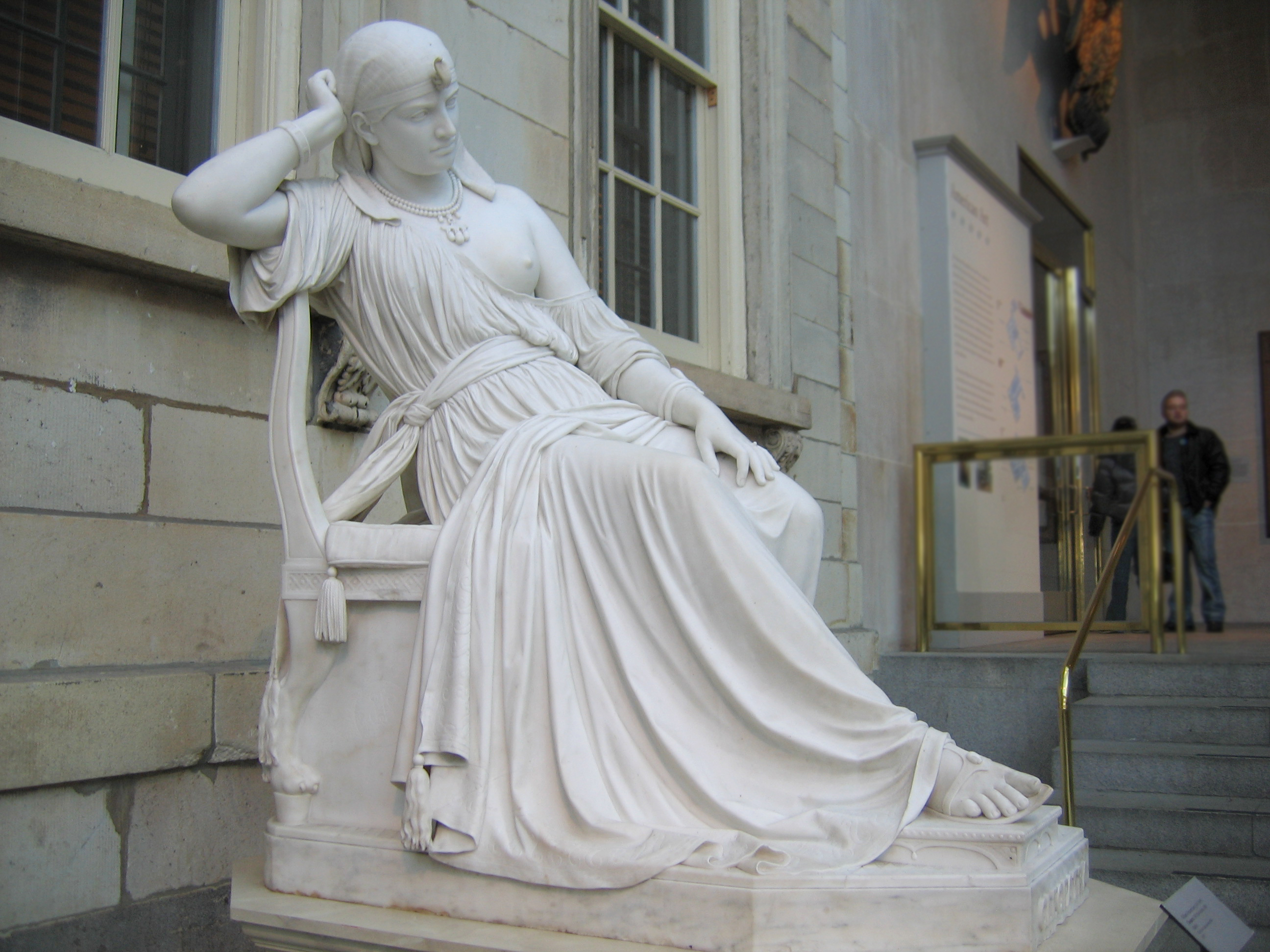
William Wetmore Story: Cleopatra, 1858-69. Metropolitan Museum of Art.

A partir de la dècada de 1820 va sorgir un grup d'escultors natius de gran talent, i la majoria d'ells es va traslladar a Itàlia a la recerca del seu perfeccionament, de vegades no regressen a la seva pàtria. Itàlia oferia un fons d'interès històric i cultural irresistible per als artistes, l'ambient estava estimulat per l'existència de monuments, ruïnes i col·leccions de valor incalculable i per la presència de mestres com a Bartolini, Canova i Thorvaldsen, i les condicions de treball eren molt millors que als Estats Units, on escassejava tant el marbre com ajudants capaços d'auxiliar a l'artista en l'art complex i laboriós de la talla en pedra i el mateix en l'elaboració de peces en bronze. Horatio Greenough va ser el primer d'una ona de nord-americans en establir-se entre Roma i Florència. Després d'ell Hiram Powers, un dels més reeixits de tots ells, i Thomas Crawford, Randolph Rogers, Harriet Goodhue Hosmer i William Wetmore Story que després de 1857 es va posar al capdavant de la colònia dels Estats Units que s'havia creat a Roma, estant una referència per a tots els nou-vinguts. Malgrat la seva permanència a Itàlia, el grup va ser celebrat en el seu país, i els seus èxits artístics van rebre una cobertura continua per la premsa fins que el corrent neoclàssic es va dissipar en els Estats Units a partir de la dècada de 1870. En aquest punt els EUA. ja havien establert la seva cultura i creat condicions per impulsar la producció escultòrica local d'un nivell uniforme i elevat, aquesta etapa és coneguda com el «renaixement dels Estats Units» i va estar imbuïda de moltes referències clàssiques, amb direcció cap al romanticisme i assimilant d'altres estils diferents, en resum un eclecticisme.

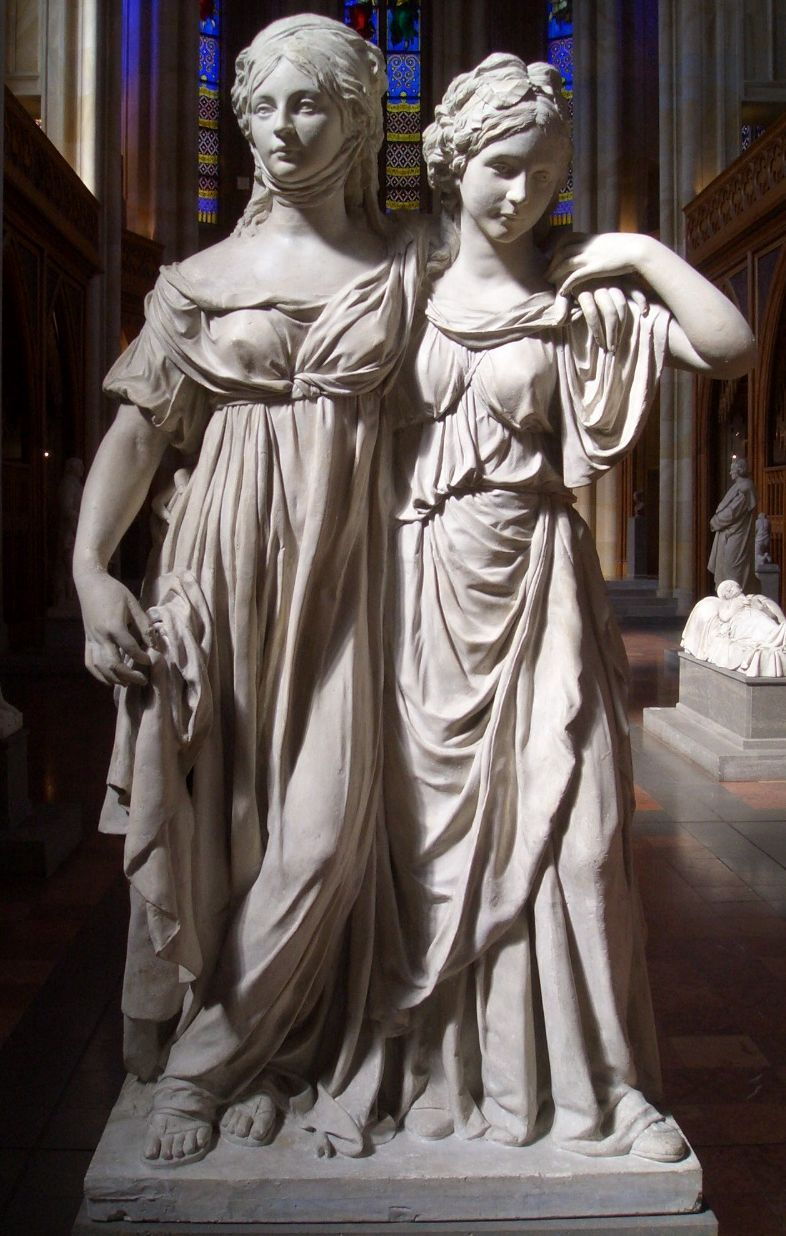
Johann Gottfried Schadow: Las princesas Louise y Friederike von Mecklenburg-Strelitz, 1797. Alte Nationalgalerie (Berlín).

### Anglaterra
A Anglaterra, les arrels del neoclassicisme es remunten al segle xvii, i es van implantar en la arquitectura neo-pal·ladiana de Inigo Jones, però l'estil arribaria al seu zenit a començaments del segle següent, amb els seguidors Lord Burlington, Colen Campbell i William Chambers. A l'escultura, tanmateix, els resultats van trigar a aparèixer. Un dels seus primers exponents va ser Thomas Banks, qui va estudiar a Roma, com alguns dels seus compatriotes també l'ho havien fet, i en regressar a Londres va crear la primera obra anglesa en el nou estil, un relleu titulat La mort de Germànic (1774). Juntament amb John Flaxman, que va guanyar fama internacional, va ser un dels líders del moviment a l'illa. Ells van ser secundats per sir Francis Chantrey, John Bacon, John Gibson, i sir Richard Westmacott, deixeble del gran mestre italià Antonio Canova, i al seu retorn va establir un prestigiós estudi, on va tenir com a alumnes John Edward Carew i Musgrave Watson. El seu fill, Richard Westmacott el Jove, va ser també escultor respectat i que va continuar molt de prop l'estil patern. Joseph Nollekens va ser una altra gran figura, considerat el millor pintor retratista de finals del segle xviii a Anglaterra. Cap a mitjan segle xix el neoclassicisme anglès va adquirir més llibertat formal, destacant-se John Henry Foley i Thomas Woolner, fins que el moviment va perda força amb el penetrant influx romàntic francès a partir de 1875.

### Alemanya
A Alemanya les idees de Winckelmann havien tingut una acceptació immediata i entusiasta, i la seva influència es va mantenir fins a mitjan segle xix, especialment a través de la carrera artística de Johann Gottfried Schadow, la figura més important de la regió, havia estudiat a Itàlia i va assumir al seu retorn, la direcció de l'Acadèmia de Berlín, va exercir gran influència no solament per les seves escultures, sinó també pels seus tractats tècnics sobre l'art. Va ser pare del pintor natzarens Friedrich Wilhelm Schadow i de l'escultor Rudolph Schadow, que va continuar la mateixa escola i va deixar peces de gran qualitat. Altres noms del centre d'Europa són Johann Heinrich von Dannecker, Christian Friedrich Tieck, Martin von Wagner, Konrad Eberhard, Julius Troschel Wolf von Hoyer i especialment Christian Daniel Rauch, qui també va estudiar a Roma, i va participar en els cercles més cèlebres de la ciutat i més tard va rebre la consagració dels tribunals alemanys, rebent honors de noblesa i la producció de molts encàrrecs, entre els destaca un de colossal monument dedicat a Frederic II de Prússia, que és una de les més grans creacions d'aquest gènere al segle xix.

### Altres països
La influència del neoclassicisme en l'escultura va ser menys fructífera en altres països d'Europa, on els grans noms es tornen més escassos. Però val la pena de recordar a Rússia: Vasily Demut-Malinovski, Ivan Martos i Fedot Shubin. A Espanya: Manuel Tolsà José Ginés de Aguirre, José Álvarez Cubero que va passar gran part de la seva vida a París i la seva obra titulada La defensa de Saragossa és una de les grans escultures d'aquest estil a Espanya i Damià Campeny pensionat a Roma va estar en contacte amb l'italià Antonio Canova entre les seves obres destacades es troben Lucrècia morta i Cleòpatra. A Portugal Joaquim Machado de Castro i João José de Aguiar.

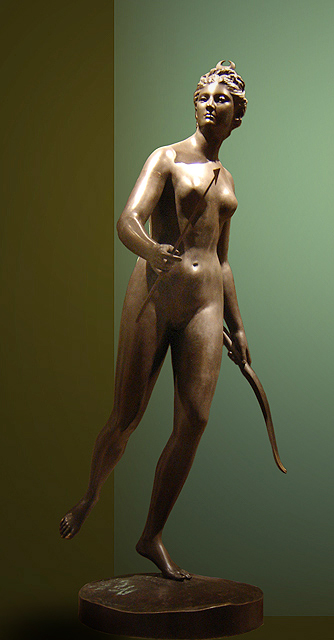
Jean-Antoine Houdon:Diana caçadora , 1790
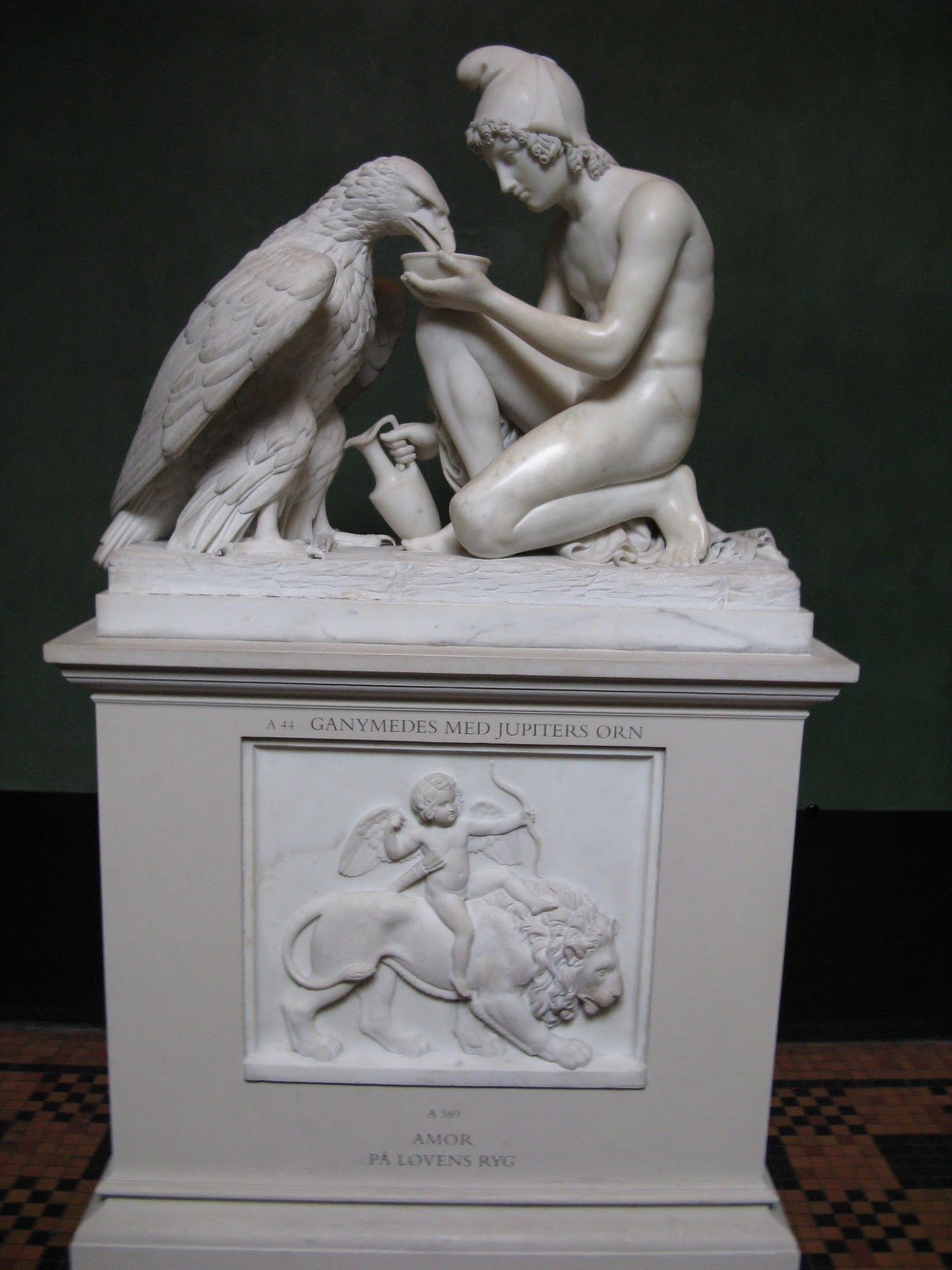
Bertel Thorvaldsen: Ganímedes i l'àguila de Zeus , 1817
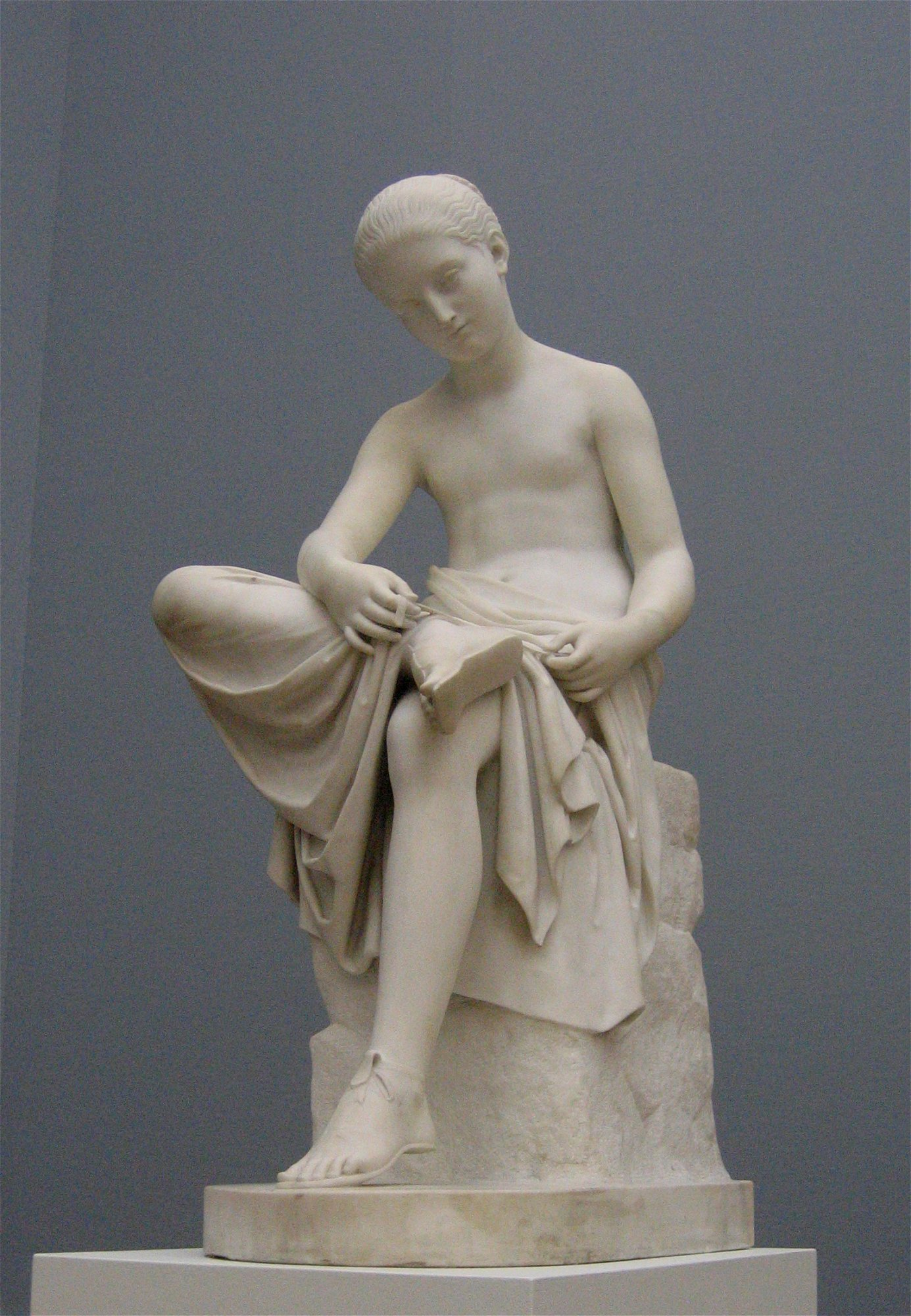
Rudolph Schadow: Jove lligant-se les sandàlies , 1817
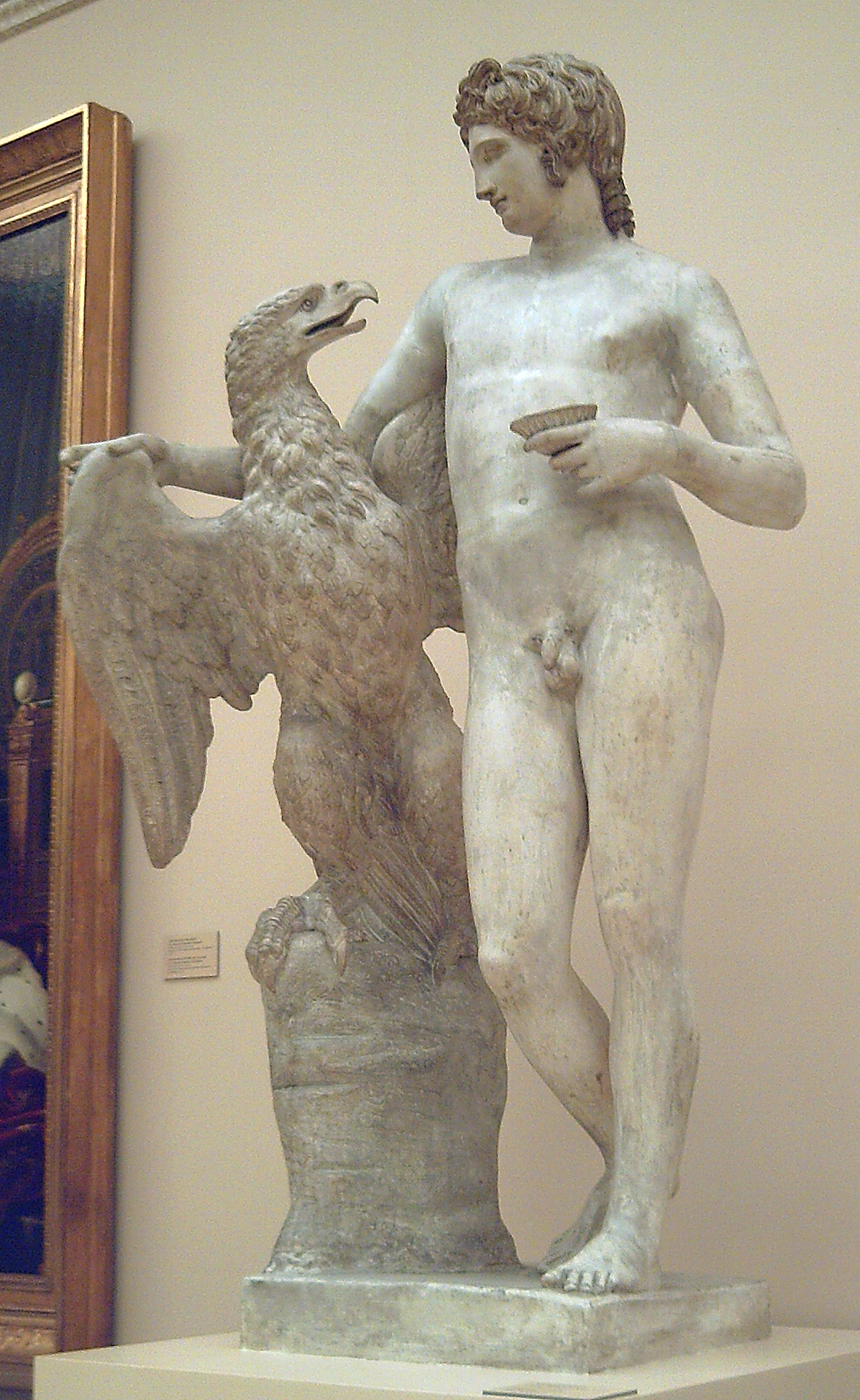
José Álvarez Cubero: Ganímedes, 1804